# Креглинген
Креглинген (на немски: Creglingen, Kreglingen) е град в североизточен Баден-Вюртемберг, Германия, с 4731 жители (към 31 декември 2015 г.).
Намира се на река Таубер, на ок. 15 km североизточно от Ротенбург об дер Таубер и на ок. 19 km източно от Бад Мергентхайм.
Креглинген е споменат за пръв път през 1045 г. в документ на епископа на Бамберг. През 1349 г. Готфрид фон Хоенлое-Браунек получава за Креглинген правото на град.
- Креглинген в Topographia Franconiae
- Старата аптека в Креглинген
- Мария олтар (1505)